# Honorio IV
Honorio IV (Roma, c. 1210-3 de abril de 1287) fue papa de la Iglesia católica, el 190.º en ocupar el solio pontificio, desde 1285 hasta 1287.

## Orígenes y formación
Nacido Giacomo Savelli, en el seno de una influyente familia romana, su padre, Luca Savelli fue el responsable de la ascensión de la familia en el ambiente nobiliario romano desde la segunda década del siglo XIII. Su madre era también noble Giovanna Aldobrandeschi.
De su niñez y adolescencia se sabe poquísimo. Por su mismo testimonio se sabe que realizó estudios en la Universidad de París. También por testimonio del mismo papa sabemos que recibió como prebenda los beneficios eclesiásticos de canónigo de la iglesia de Châlon-sur-Marne y más tarde como rector de la iglesia de Berton, situada en la diócesis de Norwich (Inglaterra), país que sin embargo nunca visitó.
Por un documento de 1249, donde aparece su firma, se sabe que era clérigo y capellán papal.

## Como cardenal
Giacomo Savelli tuvo, antes de su elección como papa, una notable actividad diplomática al servicio de varios pontífices.
Su carrera como legado se inicia cuando, en 1261, Urbano IV lo nombra cardenal diácono con el título de Santa María in Cosmedin. En 1264 el mismo Papa — según su propio testimonio — pensó en nombrarlo rector del Patrimonio de San Pedro en Viterbo y jefe del ejército, aunque finalmente el cardenal Matteo Rosso Orsini recibió tal nombramiento.
Al siguiente año y bajo el pontificado de Clemente IV, será uno de los cuatro cardenales que investirán a Carlos de Anjou como rey de Sicilia. Asimismo fue uno de los seis cardenales designados para elegir a Gregorio X y desbloquear así la pugna entre candidatos que mantuvo la sede papal vacante durante tres años tras la muerte de Clemente IV.
Con Gregorio X participará en el concilio que se celebró en 1274 en la ciudad francesa de Lyon, y con Adriano IV negociará junto a otros dos cardenales la coronación imperial de Rodolfo I de Habsburgo que se celebrará en Roma en 1276.
El papa Nicolás III lo envió en 1278 a entrevistarse con Carlos de Anjou para buscar vías de paz con Hugo III de Chipre.
Como prueba de su política cardenalicia de enriquecimiento familiar se suele ofrecer el testamento que dictó en 1279. El estado de su patrimonio ya en aquel entonces era considerable. De hecho, sus posesiones territoriales coincidirán con las de la familia Savelli del siglo XIV. Sus beneficiarios eran sus hermanos Pandolfo, Mabilia, Marsilia y Finizia así como su sobrino Luca.
En 1282 fundó un monasterio que encomendó a los Guillermitas. También afrontó la reforma del monasterio benedictino de San Giovanni in Argentella, que finalmente confió a la misma orden.

## Papado
El 2 de abril de 1285 fue elegido papa en una de las elecciones más rápidas de toda la historia de la Santa Sede, ordenado sacerdote el 19 de mayo, fue coronado papa al día siguiente, 20 de mayo.
A diferencia de su predecesor, fue aceptado por la ciudadanía romana ya que no solo había nacido en Roma en el seno de una noble familia que ya había dado tres papas a la Iglesia: Benedicto II, Gregorio II y Honorio III; sino que su propio hermano, Pandulfo, era senador del Capitolio romano. Ello le permitió desde el primer momento fijar su residencia en Roma, primero en el Vaticano y después en un palacio situado en el Aventino.

### Sicilia
Aunque de edad avanzada y enfermo de gota, ello no le impidió ocuparse de la situación siciliana en la que no solo mantuvo la excomunión que su antecesor Martín IV había lanzado sobre Pedro III de Aragón al hacerse con la corona de Sicilia como consecuencia de las llamadas Vísperas sicilianas; sino que a la muerte de este, en 1285, se negó a reconocer a su primogénito Alfonso III como rey de Aragón y a su segundo hijo Jaime como rey de Sicilia, a quien además excomulgó, en 1286, junto a los obispos que participaron en su coronación. Jaime respondió a la excomunión enviando una flota que destruyó la ciudad de Astura.
En 1287, la posible solución al conflicto que supuso la renuncia a la corona siciliana del hijo fallecido Carlos de Anjou, Carlos II de Anjou, fracasó al declarar el papa Honorio IV inválido el acuerdo y prohibiendo acuerdos similares para el futuro.
Si la cuestión siciliana impedía una solución al conflicto con Jaime, las relaciones del papa con Alfonso III de Aragón se suavizaron gracias a la mediación del rey Eduardo I de Inglaterra, pero la muerte de Honorio provocó que el restablecimiento de relaciones con la corona de Aragón no se lograse hasta el año 1302 con el pontificado de Bonifacio VIII.

### Otras realizaciones

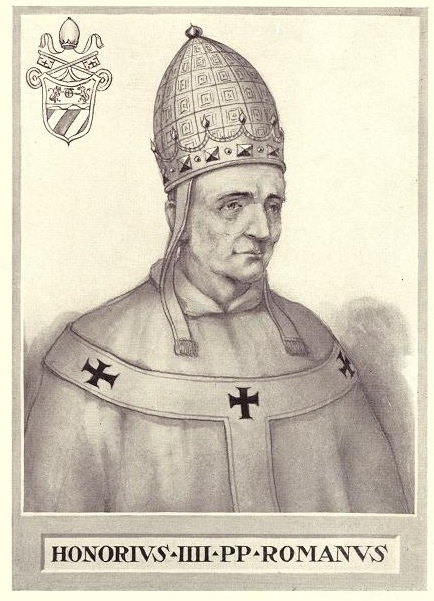
Honorius IV PP. Romanus, grabado póstumo por Artaud de Montor (c. 1842)

Honorio IV, consiguió durante su breve pontificado, que Roma y los Estados Pontificios se mantuvieran en paz al lograr someter al conde Guido de Montefeltro, que se había venido oponiendo a reconocer la autoridad papal en dichos territorios y que entonces abarcaban el Exarcado de Rávena, la Marca de Ancona, el Ducado de Spoleto, el Condado de Bertinoro, las tierras de Matilde de Tuscia y la Pentápolis compuesta por las ciudades de Rímini, Pésaro, Fano, Sinigaglia y Ancona.
Siguió con la política de su predecesor respecto al Sacro Imperio Romano manteniendo unas relaciones amistosas con el emperador Rodolfo I de Habsburgo a quien no llegó a coronar, a pesar de la petición de este, por el rechazo que provocó en Alemania.
Honorio IV, con los fondos obtenidos del diezmo fijado en el XIV Concilio Ecuménico para la realización de una cruzada, será el primer papa en utilizar a las emergentes casas bancarias de Florencia, Siena y Pistoia que empezaron a actuar como agentes del papado en sus relaciones económicas y financieras. 
Las dos órdenes religiosas más importantes, Dominicos y Franciscanos, recibieron muchos privilegios de Honorio IV, y fueron las encargadas de las labores inquisitoriales. 
También aprobó los privilegios de los Carmelitas, a quienes permitió cambiar su hábito rayado por el blanco, y de los ermitaños agustinos, condenando por el contrario, por heréticos, a los Hermanos apostólicos. 
Asimismo promovió, mediante la creación de cátedras en la Universidad de París, el estudio de las lenguas orientales y del árabe con la intención de iniciar una campaña de conversiones entre los musulmanes y cristianos ortodoxos. 
Las Profecías de san Malaquías hacen referencia a este papa como Ex rosa leonina (De la rosa del león), cita que hace referencia a que en el escudo de armas de su familia, los Savelli, aparece una rosa llevada por dos leones.